# 横浜市立奈良の丘小学校
横浜市立奈良の丘小学校（よこはましりつ ならのおかしょうがっこう）は、神奈川県横浜市青葉区奈良2丁目にある公立小学校。

## 概要
奈良地区の宅地開発に伴う児童増に対応するため、奈良小学校より分離独立し2001年4月開校した。

## 沿革
出典
- 1999年（平成11年）
  - 3月 - 第1回開校準備委員会開催。
  - 6月 - 横浜市は、校名を「奈良の丘小学校」と決定。
- 2000年（平成12年）12月 - 校舎引き渡し。
- 2001年（平成13年）
  - 4月 - 開校式と祝賀会及び第1回入学式挙行。
  - 11月 - 校章決定。
- 2002年（平成14年）1月 - 校歌完成。
- 2003年（平成15年）8月 - 西棟校舎に教室を増築。
- 2006年（平成18年）6月 - 創立5周年記念。
- 2008年（平成20年）4月 - 給食民間委託開始。
- 2010年（平成22年）
  - 2月 - 屋上に太陽光パネルを設置。
  - 6月 - 創立10周年記念の児童式典挙行し、祝賀会開催。
- 2021年（令和3年）2月26日 - 創立20周年記念式典挙行[2]。

## 通学区域
出典
- 青葉区
  - 奈良町（312番地～357番地、435番地～437番地、733番地～754番地、760番地～792番地、809番地～837番地、1077番地～1094番地）
  - 奈良1丁目（全域）
  - 奈良2丁目（全域）
  - 奈良3丁目（全域）
  - 奈良4丁目（1番地を除く）

## 主な進学先中学校
出典
- 横浜市立あかね台中学校

## 学校周辺
- 奈良二丁目長谷公園（別名はなさか公園）
- 松岳院
- 奈良三丁目市ノ久保公園（別名桃太郎公園）
- セブンイレブン横浜奈良3丁目店
- 特別養護老人ホームわかたけ青葉
- 東急電鉄こどもの国線 - ただし、線路が通るだけで、駅はやや離れている。
- また、東京都との都県境も近い。

## アクセス
- 神奈川中央交通「成03系統」で、「奈良二丁目」バス停下車後、徒歩約190m・約3分。
  - なお、「奈良二丁目」バス停から学校敷地までの直線距離は最短地点まで約85mだが、道路と校門の位置関係で、約2倍以上の距離がある。
- 東急電鉄こどもの国線こどもの国駅から、上述の神奈中バス「成03」で4分、「奈良二丁目」バス停下車後、徒歩。
- JR東日本横浜線成瀬駅から、上述の神奈中バス「成03」で11分、「奈良二丁目」バス停下車後、徒歩。